# Слобозія-Хенешть
Слобозія-Хенешть, Слобозія-Хенешті (рум. Slobozia Hănești) — село у повіті Ботошані в Румунії. Входить до складу комуни Хенешть.
Село розташоване на відстані 392 км на північ від Бухареста, 30 км на північний схід від Ботошань, 95 км на північний захід від Ясс.

## Населення
За даними перепису населення 2002 року у селі проживали 85 осіб, усі — румуни. Усі жителі села рідною мовою назвали румунську.